# Федулова, Катя
Екатерина «Катя» Федулова (12 июля 1975, Ленинград, СССР) — немецкая и российская кинематографистка, оператор и режиссёр.

## Биография
Катя Федулова родилась в 1975 году. После окончания средней школы и подготовительных классов, она поступила в 1992 году в Ленинградское высшее художественно-промышленное училище имени В. И. Мухиной. В1994 году Катя Федулова переехала на учёбу в Германиию. 1994—2000 — Учёба в Высшей школе искусства и дизайна им. Мутезия в г. Киль. Получив диплом и переехав в Берлин, Катя Федулова поступила и окончила операторский факультет Берлинской Академии немецкого кино и телевидения (DFFB). Дипломная работа режиссёра была номинирована на приз First Steps Award. Участница ежегодной программы Berlinale Talents (в 2014 г). В 2017 году она основала продюсерскую фирму Fedulova Films, которая работает в рамках международного кинопроизводства. Катя Федулова сняла девять документальных фильмов. Документальные фильмы Кати Федуловой были показаны на многих международных кинофестивалях и являются обладателями нескольких наград. В октябре 2021 года Катя Федулова провела в рамках международного кинофестиваля «Территория кино» в Калининграде творческий семинар для молодежи «Поэтический фильм».

## Фильмография
- 2003: «Игорь» (Igor): художественный, 10 мин. — оператор.
- 2010: «Дочки-матери» (Glücksritterinnen): документальный, 78 мин.- режиссёр.
- 2015: «Меня зовут Хадиджа» (Mein Name ist Khadija): документальный, 43 мин. — режиссёр.
- 2017: «Вера. Надежда. Любовь» (Drei Engel für Russland — Glaube, Hoffnung, Liebe): документальный, 97 мин. — режиссёр.
- 2018: «Патриот»: документальный, 35 мин. — режиссёр, продюсер.
- 2019: «Кирилл Серебренников. Искусство и власть в России» (Kirill Serebrennikov — the Art and the Power in Russia): документальный, 53 мин./60 мин. — режиссёр.
- 2020: «Максим» (Maxim — Der Grösste): документальный, 25 мин. — режиссёр.
- 2022: «Павел» (Pavel, the painter and his heart for animals): 25 мин. — режиссёр.
- 2023 «Возвращение» (Return): документальный, 61 мин. — режиссёр, продюсер.
- 2023 "Gor: A Refugee from Nagorno-Karabakh": документальный, 25 мин. — режиссёр.

## Награды
- «Дочки-матери» (Glücksritterinnen): Лучший документальный фильм на фестивале «Achtung Berlin» (2011).
- «Вера. Надежда. Любовь» (Drei Engel für Russland — Glaube, Hoffnung, Liebe): Победитель приза Deutscher Kamerapreis в категориях «лучшая операторская работа», «лучший монтаж» (2018).
- «Вера. Надежда. Любовь» (Drei Engel für Russland — Glaube, Hoffnung, Liebe): Приз немецкой телевизионной академии «DAFF-Preis» в категории «лучший документальный фильм» (2018).
- «Максим» (Maxim — Der Grösste): Prix Jeunesse International: приз за лучший детский документальный фильм в категории от семи до десяти лет[2][3].